# AK-47
Automatkarbin Kalasjnikov (ryska: Aвтомат Калашникова; Avtomat Kalasjnikova), vanligen kallad AK-47 (se avsnittet etymologi), är en sovjetisk automatkarbin kamrad för patronen 7,62 × 39 mm som togs i bruk 1949. Vapnet utvecklades ursprungligen för mekaniserat infanteri och pansarfordonsbesättningar men kom i slutändan att bli enhetsvapen för Sovjetunionens infanteri.
Grundkonstruktionen för AK-47 är världens mest producerade och kopierade handeldvapenplattform och vapnet har använts som bas för tiotals olika andra vapenkonstruktioner; allt från kulsprutegevär till kulsprutepistoler till andra automatkarbiner har konstruerats från plattformen.

## Etymologi
AK-47 (kyrilliska: АК-47) är en förkortning av "7,62 mm automatkarbin Kalasjnikov modell 1947" (ryska: 7,62 мм автомат Калашникова образца 1947; '7,62 mm avtomat Kalasjnikova obraztsa 1947'), namnet för den ursprungliga modellen av vapnet. Förkortningen AK-47 har med tiden in i modern tid blivit det mest populära namnet för vapnet i västvärlden, trots att namnet egentligen inte användes i Sovjetunionens väpnade styrkor.
Vapnets formella sovjetiska beteckning var vid dess antagande 1949 enbart "7,62 mm automatkarbin Kalasjnikov" (ryska: 7,62 мм Автомат Калашникова; '7,62 mm avtomat Kalasjnikova'), förkortat AK. Vid denna tidpunkt var den svenska benämningen automatkarbin ännu inte myntad, varav översättningen kulsprutekarbin m/Kalasjnikov även förekommit historiskt.
Utöver AK-47 och AK kallas vapnet även ofta för Kalasjnikov efter dess skapare Michail Kalasjnikov, vilket ibland förkortas till Kalasjmat, Kalasj, etc.

## Historia
AK-47 är konstruerat av det ryska stridsvagnsbefälet Michail Kalasjnikov, varför vapnet också ofta benämns som Kalasjnikov även om han har konstruerat betydligt fler vapentyper. Kalasjnikov arbetade i en traktorverkstad när han värvades till Röda armén 1938, först som stridsvagnsmekaniker och sedan befordrad till sergeant och stridsvagnschef vid Andra världskrigets början. Han skadades 1941 vid en träff i sin stridsvagn och under sjukhusvistelsen fick han idén om ett särskilt vapen för soldater i stridsvagnar och andra bepansrade fordon med brist på internt manöverutrymme. Vid återkomsten från sjukhuset till sitt förband fick han möjlighet att tillsammans med vapentekniker utveckla sin idé. Den ursprungliga idén kom från det som egentligen var världens första automatkarbin, den tyska Sturmgewehr 44 (StG-44, även MP-44). Bland annat delar de det böjda magasinet, och trots att inga delar i de båda vapnen är identiska kallas den ibland en kopia. Efter ett antal försöksversioner blev Avtomat Kalasjnikova – 47 färdig 1947 och den började tillverkas och tillfördes de sovjetiska förbanden från 1949. AK-47 ersatte automatgeväret SKS i sovjetisk tjänst.
Vapnet uppmärksammades första gången som en del av den sovjetiska arméns standardutrustning när de gick in och kväste Ungernrevolten 1956. 1959 modifierades och uppgraderades AK-47:an på många olika sätt och de automatkarbiner som tillverkades efter detta gick därefter under beteckningen 7,62 mm Automatkarbin Kalasjnikov moderniserad (ryska: 7,62 мм Автомат Калашникова модернизированный), kort AKM. Skillnaderna är dock inte så stora att man utanför en teknisk diskussion behöver göra skillnad mellan de två modellerna.
1974 antog den sovjetiska armén AKM:s efterföljare, AK-74, som i princip är samma vapen som AKM men i en mindre kaliber (5,45x39 mm).

## Förekomst

En bajonettförsedd AKM är avbildad på Moçambiques flagga.

En AK-47 är avbildad i Östtimors sigill.

AK-47 har tack vare sin mycket enkla, robusta och billiga konstruktion blivit populär såväl inom många länders arméer som inom gerilla- och terroristorganisationer. Under Kalla kriget var AK-47 i olika varianter standardvapnet för infanterisoldater i öststaterna och många andra länder i Asien och Arabvärlden. Man har beräknat att antalet tillverkade vapen är mellan 70 och 100 miljoner. Oftast anses de finska kopiorna 7,62 RK 62-automatkarbinerna vara av bäst kvalitet.[källa behövs] Dessa tillverkades av Valmet och Sako i Finland.
Geväret har deltagit i fler krig än något annat modernt vapen och ses ofta som en symbol för icke-reguljära stridskrafter såsom gerillor.

## Tekniska data
AK-47 kan ställas in för automateld (helautomat) eller patronvis eld (halvautomat). 
Vapnet har en förhållandevis låg mynningshastighet. Vid strid på kortare avstånd (som brukligt är med automatkarbin) är inte detta någon betydande nackdel, men det innebär att det inte räcker att förse en AK-47 med kikarsikte för att göra vapnet användbart för precisionsskytte. AK-47 har i olika versioner utrustats med kort respektive lång pipa. 
Slutstycket i AK-47 är, till skillnad från exempelvis svenska AK 5 och amerikanska M16, inte isärtagbart. Detta gör att de enskilda delarna i slutstycket inte kan rengöras.

## Varianter
- 7,62 mm Automatkarbin Kalasjnikov (AK), ryska: 7,62 мм Автомат Калашникова (АК) – Ursprunglig variant av vapnet med fast gevärskolv.
- 7,62 mm Automatkarbin Kalasjnikov sammanskjutbar (AKS), ryska: 7,62 мм Автомат Калашникова cкладной (АКС) – variant av vapnet med sammanskjutbar gevärskolv.
- 7,62 mm Automatkarbin Kalasjnikov moderniserad (AKM), ryska: 7,62 мм Автомат Калашникова модернизированный (АКМ) – moderniserad variant av vapnet där större delen av vapnet utgörs av stansade delar som sänker vikten.
- 7,62 mm Automatkarbin Kalasjnikov moderniserad sammanskjutbar (AKMS), ryska: 7,62 мм Автомат Калашникова модернизированный cкладной (АКМС) – AKM-variant med hopvikbar gevärskolv.

### Vidareutvecklingar
- 7,62 RK 62
- RPK
- AK-74
- AK-101
- AK-102
- AK-103
- AK-104
- AK-105
- AK-107
- AK-108
- AN-94